# Fritz Peter
Pour les articles homonymes, voir Peter.
Fritz Peter (1899-1949) est un mathématicien allemand qui a contribué à prouver le théorème de Peter-Weyl. Il est un étudiant de Hermann Weyl, puis devient directeur d'une école secondaire.

## Publication principale
- (de) F. Peter et H. Weyl, « Die Vollständigkeit der primitiven Darstellungen einer geschlossenen kontinuierlichen Gruppe », Mathematische Annalen, vol. 97,‎ 1927, p. 737-755 (DOI 10.1007/BF01447892).